# Huân chương Hoa cúc
Huân chương Hoa cúc (大勲位菊花章 (Đại huân vị cúc hoa chương)/ だい くんい きっか あきら Dai-kun'i kikka-shō) là huân chương cao quý nhất của Nhật Bản. Đại thụ chương (Grand Cordon) được thành lập vào năm 1876 bởi Thiên hoàng Minh Trị; Vòng cổ (cảnh sắc) được thêm vào ngày 4 tháng 1 năm 1888. Không giống như những huân chương tương tự kiểu châu Âu, Huân chương Hoa cúc còn có thể được phong tặng cho di cảo.
Ngoài Hoàng thất (皇室), chỉ có bảy công dân Nhật Bản từng được tặng thưởng vòng cổ huân chương trong suốt cuộc đời của họ; giải thưởng cuối cùng như vậy là cho cựu Thủ tướng Kinmochi Saionji vào năm 1928. Tám người khác được tặng thưởng cổ sau khi di cảo; giải thưởng cuối cùng như vậy là cho cựu Thủ tướng Abe Shinzo vào năm 2022. Ngày nay, chỉ có Thiên hoàng trị vì giữ phẩm giá này với tư cách là chủ quyền của huân chương; tuy nhiên, các trường hợp tặng thưởng ngoại lệ còn được thực hiện đối với các nguyên thủ nước ngoài, đó là những người có thể được trao tặng cảnh sức huân chương trong tình hữu nghị. 
Đại thụ chương là danh hiệu cao quý nhất mà một công dân Nhật Bản có thể được trao tặng trong suốt cuộc đời của mình. Ngoài các thành viên của Hoàng thất, 53 công dân Nhật Bản đã được tặng thưởng với dải huân chương lớn; trong số này, chỉ có 23 người còn sống tại thời điểm nhận.

## Đặc điểm
Vòng đeo huân chương được làm bằng vàng, có chữ "Meiji" viết bằng kanji ở dạng cổ điển, biểu thị thời kì thành lập huân chương. Huân chương được trang trí bằng bông hoa cúc vàng và lá tráng men xanh.
Nút thắt của đại thụ chương (Grand Cordon) có màu đỏ với các sọc viền xanh đậm. Được đeo trên vai phải.
Ngôi sao của huân chương tương tự như chiếc huy hiệu, nhưng bằng bạc, không có phần hoa cúc treo, huy chương được thếp vàng tám cánh (với các tia sáng tráng men trắng và hình đĩa mặt trời tráng men đỏ) được đặt ở chính giữa. Được đeo trên ngực trái.
Phần Huy hiệu của huân chương là huy hiệu mạ vàng bốn cánh, có tia tráng men trắng; ở trung tâm mang hình đĩa mặt trời tráng men màu đỏ. Trên bốn góc của huy hiệu là bông hoa cúc tráng men màu vàng với lá mạ màu xanh lá cây. Huy hiệu được treo trên một bông hoa cúc tráng men màu vàng, trên cổ áo hoặc trên dải huân chương.
| Cuống huân chương | Cuống huân chương |
| ----------------- | ----------------- |
| Vòng đeo          | Đại thụ           |

## Hạng
| Tên gọi / Hình ảnh                                                                            | Ngày ban hành        | Mục đích tặng thưởng |
| --------------------------------------------------------------------------------------------- | -------------------- | --- |
| Vòng cổ Huân chương Hoa cúc                                                                   | 4 tháng 1 năm 1888   | Được cho là "một món quà đặc biệt dành cho những người được tặng thưởng Huân chương Hoa cúc." |
| Đại thụ Huân chương Hoa cúcchương thường (trên), chương phụ (dưới phải), dải băng (dưới trái) | 27 tháng 12 năm 1876 | "Đặc biệt được trao tặng... cho những người có thành tích xuất sắc, cao hơn cả Đại thụ Húc nhật chương hoặc Đại thụ Thuỵ bảo chương mà sẽ được trao"                                               |
| Đại huân vị Cúc hoa chương                                                                    | 27 tháng 12 năm 1876 | Nó chưa bao giờ được trao giải riêng, thay vào đó nó được coi như ngôi sao của Đại thụ chương và của Vòng đeo; chính thức trở thành ngôi sao của cả hai hạng trong cuộc cải cách thể chế năm 2003. |

## Quốc chủ
- Thiên hoàng Minh Trị (Chủ quyền từ ngày 27 tháng 12 năm 1876)
- Thiên hoàng Đại Chính (Đại thụ chương 3 tháng 11 năm 1889; Vòng đeo ngày 10 tháng 5 năm 1900; chủ quyền từ ngày 30 tháng 7 năm 1912)
- Thiên hoàng Chiêu Hoà (Đại thụ chương ngày 9 tháng 9 năm 1912; Vòng đeo với tư cách Nhiếp chính ngày 24 tháng 9 năm 1921; Chủ quyền từ ngày 25 tháng 12 năm 1926)
- Thiên hoàng Minh Nhân (Đại thụ chương ngày 10 tháng 11 năm 1952; Chủ quyền từ ngày 7 tháng 1 năm 1989 đến ngày 30 tháng 4 năm 2019)
- Thiên hoàng Lệnh Hoà (Đại thụ chương 23 tháng 2 năm 1980; Chủ quyền kể từ ngày 1 tháng 5 năm 2019)

## Giải thưởng Vòng đeo Huân chương Hoa cúc cho các thành viên của Hoàng thất

### Được trao cho các hoàng tự khi còn sống
- Hoàng tự Komatsu Akihito (ngày 5 tháng 8 năm 1895)
- Hoàng tự Fushimi Sadanaru (ngày 19 tháng 1 năm 1916)
- Hoàng tự Kan'in Kotohito (24 tháng 9 năm 1921)
- Hoàng tự Fushimi Hiroyasu (29 tháng 4 năm 1934)
- Hoàng tự Nashimoto Morimasa (29 tháng 4 năm 1940)

### Tặng thưởng sau di cảo cho các hoàng tự
- Hoàng tự Arisugawa Taruhito (16 tháng 1 năm 1895)
- Hoàng tự Kitashirakawa Yoshihisa (1 tháng 11 năm 1895)
- Hoàng tự Arisugawa Takehito (ngày 7 tháng 7 năm 1913)
- Hoàng tự Higashifushimi Yorihito (27 tháng 6 năm 1922)
- Vương tước Kuni Kuniyoshi (27 tháng 1 năm 1929)

### Tặng thưởng cho hoàng gia nước ngoài
- Triều Tiên Cao Tông (21 tháng 1 năm 1919)

## Tặng thưởng Đại thụ chương cho các thành viên của Hoàng thất

### Được trao cho các hoàng tự khi còn sống
- Hoàng tự Arisugawa Taruhito (2 tháng 11 năm 1877)
- Hoàng tự Komatsu Akihito (ngày 7 tháng 12 năm 1882)
- Hoàng tự Arisugawa Takahito (24 tháng 1 năm 1886)
- Hoàng tự Kitashirakawa Yoshihisa (29 tháng 12 năm 1886)
- Hoàng tự Arisugawa Takehito (29 tháng 12 năm 1886)
- Hoàng tự Kuni Asahiko (29 tháng 12 năm 1886)
- Hoàng tự Fushimi Sadanaru (29 tháng 12 năm 1886)
- Hoàng tự Yamashina Akira (29 tháng 12 năm 1886)
- Hoàng tự Kan'in Kotohito (18 tháng 8 năm 1887)
- Hoàng tự Higashifushimi Yorihito (15 tháng 7 năm 1889)
- Hoàng tự Kaya Kuninori (3 tháng 11 năm 1903)
- Hoàng tự Kuni Kuniyoshi (3 tháng 11 năm 1903)
- Hoàng tự Yamashina Kikumaro (3 tháng 11 năm 1903)
- Hoàng tự Nashimoto Morimasa (3 tháng 11 năm 1904)
- Hoàng tự Fushimi Hiroyasu (3 tháng 11 năm 1905)
- Hoàng tự Arisugawa Tanehito (4 tháng 4 năm 1908)
- Hoàng tự Takeda Tsunehisa (31 tháng 10 năm 1913)
- Hoàng tự Asaka Yasuhiko (31 tháng 10 năm 1917)
- Hoàng tự Kuni Taka (31 tháng 10 năm 1917)
- Hoàng tự Kitashirakawa Naruhisa (31 tháng 10 năm 1917)
- Hoàng tự Higashikuni Naruhiko (31 tháng 10 năm 1917)
- Hoàng tự Chichibu (25 tháng 10 năm 1922)
- Hoàng tự Kachō Hirotada (19 tháng 3 năm 1924)
- Hoàng tự Takamatsu (ngày 1 tháng 2 năm 1925)
- Hoàng tự Fushimi Hiroyoshi (3 tháng 11 năm 1928)
- Hoàng tự Kaya Tsunenori (ngày 7 tháng 12 năm 1930)
- Hoàng tự Kuni Asaakira (25 tháng 5 năm 1932)
- Hoàng tự Kan'in Haruhito (3 tháng 11 năm 1934)
- Thân vương Takahito (ngày 1 tháng 10 năm 1936)
- Thân vương Takeda Tsuneyoshi (3 tháng 11 năm 1940)
- Hoàng tự Asaka Takahiko (ngày 7 tháng 11 năm 1940)
- Thân vương Masahito (28 tháng 11 năm 1955)
- Thân vương Tomohito (ngày 5 tháng 1 năm 1966)
- Thân vương Yoshihito (27 tháng 2 năm 1968)
- Thân vương Norihito (29 tháng 12 năm 1974)
- Hoàng thái tử Naruhito (23 tháng 2 năm 1980)
- Hoàng tự Akishino (30 tháng 11 năm 1985)

### Tặng thưởng sau khi được trao cho các hoàng tự
- Hoàng tự Kitashirakawa Nagahisa (4 tháng 9 năm 1940)

### Tặng thưởng cho hoàng gia nước ngoài
- Thái tử Yi Un của Triều Tiên (27 tháng 4 năm 1920)
- Thái tử Yi Kang của Triều Tiên (8 tháng 1 năm 1924)
- Thái tử Yi Geon của Triều Tiên (3 tháng 11 năm 1926)
- Thái tử Lý Ngu của Triều Tiên (ngày 7 tháng 11 năm 1943)
- Sultan Haji Hassanal Bolkiah Mu'izzaddin Waddaulah của Brunei (tháng 4 năm 1984)
- Vua Birendra của Nepal (1975)
- Thái tử Dipendra của Nepal (ngày 12 tháng 4 năm 2001)

## Tặng thưởng thông thường của Vòng đeo Huân chương Hoa cúc

### Tặng thưởng cho các cá nhân còn sống
- Itō Hirobumi (ngày 1 tháng 4 năm 1906)
- Ōyama Iwao (ngày 1 tháng 4 năm 1906)
- Yamagata Aritomo (ngày 1 tháng 4 năm 1906)
- Matsukata Masayoshi (14 tháng 7 năm 1916)
- Tōgō Heihachirō (11 tháng 11 năm 1926)
- Saionji Kinmochi (10 tháng 11 năm 1928)

### Tặng thưởng sau di cảo
- Katsura Tarō (10 tháng 10 năm 1913)
- Inoue Kaoru (1 tháng 9 năm 1915)
- Tokudaiji Sanetsune (4 tháng 6 năm 1919)
- Ōkuma Shigenobu (10 tháng 1 năm 1922)
- Yamamoto Gonnohyōe (ngày 9 tháng 12 năm 1933)
- Yoshida Shigeru (20 tháng 10 năm 1967)
- Satō Eisaku (ngày 3 tháng 6 năm 1975)
- Nakasone Yasuhiro (29 tháng 11 năm 2019)
- Abe Shinzō (ngày 11 tháng 7 năm 2022)

## Tặng thưởng thông thường của Đaị thụ Huân chương Hoa cúc

### Tặng thưởng cho những người nhận còn sống
- Sanjō Sanetomi (11 tháng 4 năm 1882)
- Iwakura Tomomi (1 tháng 11 năm 1882)
- Shimazu Hisamitsu (ngày 5 tháng 11 năm 1887)
- Nakayama Tadayasu (14 tháng 5 năm 1888)
- Itō Hirobumi (ngày 5 tháng 8 năm 1895) *
- Kujō Michitaka, Ōyama Iwao (ngày 3 tháng 6 năm 1902) *
- Saigō Tsugumichi (ngày 3 tháng 6 năm 1902)
- Yamagata Aritomo (ngày 3 tháng 6 năm 1902) *
- Inoue Kaoru (ngày 1 tháng 4 năm 1906) ⁑
- Katsura Tarō (ngày 1 tháng 4 năm 1906) ⁑
- Tōgō Heihachirō (ngày 1 tháng 4 năm 1906) *
- Tokudaiji Sanetsune (ngày 1 tháng 4 năm 1906) ⁑
- Matsukata Masayoshi (ngày 1 tháng 4 năm 1906) *
- Nozu Michitsura (ngày 6 tháng 10 năm 1908)
- Itō Sukeyuki (10 tháng 11 năm 1913)
- Ōkuma Shigenobu (14 tháng 7 năm 1916) ⁑
- Saionji Kinmochi (21 tháng 12 năm 1918) *
- Oku Yasukata (10 tháng 11 năm 1928)
- Yamamoto Gonnohyōe (10 tháng 11 năm 1928) ⁑
- Yoshida Shigeru (29 tháng 4, 1964) ⁑
- Satō Eisaku (3 tháng 11 năm 1972) ⁑
- Nakasone Yasuhiro (29 tháng 4 năm 1997) ⁑

* : Sau đó được trao tặng Vòng đeo
⁑ : Tặng thưởng Vòng đeo sau di cảo

### Tặng thưởng sau di cảo

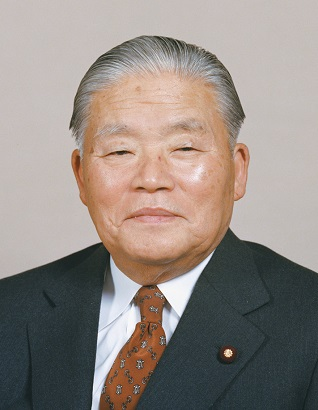
Ōhira Masayoshi

- Kuroda Kiyotaka (25 tháng 8 năm 1900)
- Terauchi Masatake (3 tháng 11 năm 1919)
- Hara Takashi (4 tháng 11 năm 1921)
- Kabayama Sukenori (ngày 8 tháng 2 năm 1922)
- Katō Tomosaburō (24 tháng 8 năm 1923)
- Hasegawa Yoshimichi (28 tháng 1 năm 1924)
- Katō Takaaki (28 tháng 1 năm 1926)
- Lee Wan-Yong (ngày 12 tháng 2 năm 1926)
- Kawamura Kageaki (28 tháng 4 năm 1926)
- Inoue Yoshika (22 tháng 3 năm 1929)
- Uehara Yūsaku (8 tháng 11 năm 1933)
- Saitō Makoto (ngày 26 tháng 2 năm 1936)
- Takahashi Korekiyo (ngày 26 tháng 2 năm 1936)
- Tokugawa Iesato (ngày 5 tháng 6 năm 1940)
- Kaneko Kentarō (ngày 16 tháng 5 năm 1942)
- Kiyoura Keigo (ngày 5 tháng 11 năm 1942)
- Yamamoto Isoroku (18 tháng 4 năm 1943)
- Ichiki Kitokurō (ngày 17 tháng 12 năm 1944)
- Hatoyama Ichirō (ngày 7 tháng 3 năm 1959)
- Ikeda Hayato (ngày 13 tháng 8 năm 1965)
- Kōtarō Tanaka (ngày 1 tháng 3 năm 1974)
- Ōhira Masayoshi (ngày 12 tháng 6 năm 1980)
- Kishi Nobusuke (ngày 7 tháng 8 năm 1987)
- Miki Takeo (14 tháng 11 năm 1988)
- Fukuda Takeo (ngày 5 tháng 7 năm 1995)
- Obuchi Keizō (14 tháng 5 năm 2000)
- Takeshita Noboru (ngày 19 tháng 6 năm 2000)
- Suzuki Zenkō (ngày 19 tháng 7 năm 2004)
- Hashimoto Ryūtarō (ngày 1 tháng 7 năm 2006)

## Người nước ngoài được nhận Huân chương Hoa cúc

### Vòng đeo
- Henri, Đại công tước Luxembourg, 2017
- Willem-Alexander, Vua Hà Lan, 2014[3]
- Elizabeth II, Nữ hoàng Vương quốc Anh, 1962[4]
- Margrethe II, Nữ hoàng Đan Mạch
- Harald V, Vua Na Uy
- Carl XVI Gustav, Vua Thụy Điển
- Albert II, Vua của Bỉ, 1996
- Philippe, Vua của Bỉ, 2016
- Mohammed VI, Vua của Maroc, 2005
- Abdullah II, Quốc vương Jordan, 1999
- Tuanku Syed Sirajuddin, Quốc vương Malaysia, 2005
- Hassanal Bolkiah, Sultan của Brunei, 1984
- Jigme Singye Wangchuck, Vua Bhutan, 1987
- Juan Carlos I, Vua Tây Ban Nha, 1980
- Felipe VI, Vua Tây Ban Nha, 2017
- Sabah Al-Ahmad Al-Jaber Al-Sabah, Tiểu vương Kuwait, 2012
- Salman bin Abdulaziz Al Saud, Quốc vương Ả Rập Xê Út, 2017